# Alcora
Alcora (oficialmente y en valenciano l'Alcora) es un municipio de la Comunidad Valenciana, España. Pertenece a la provincia de Castellón, en la comarca del Alcalatén y capital de la misma. Su población asciende a 10 581 habitantes (INE 2024).

## Geografía
El municipio de Alcora se ubica en un paisaje accidentado en la sierra de Alcora y a orillas del río Lucena. Tiene una superficie de 94,9 km² y se encuentra a una distancia de 19 km de Castellón de la Plana.
Su clima es mediterráneo y seco con una temperatura media anual de 16 °C.

### Pedanías

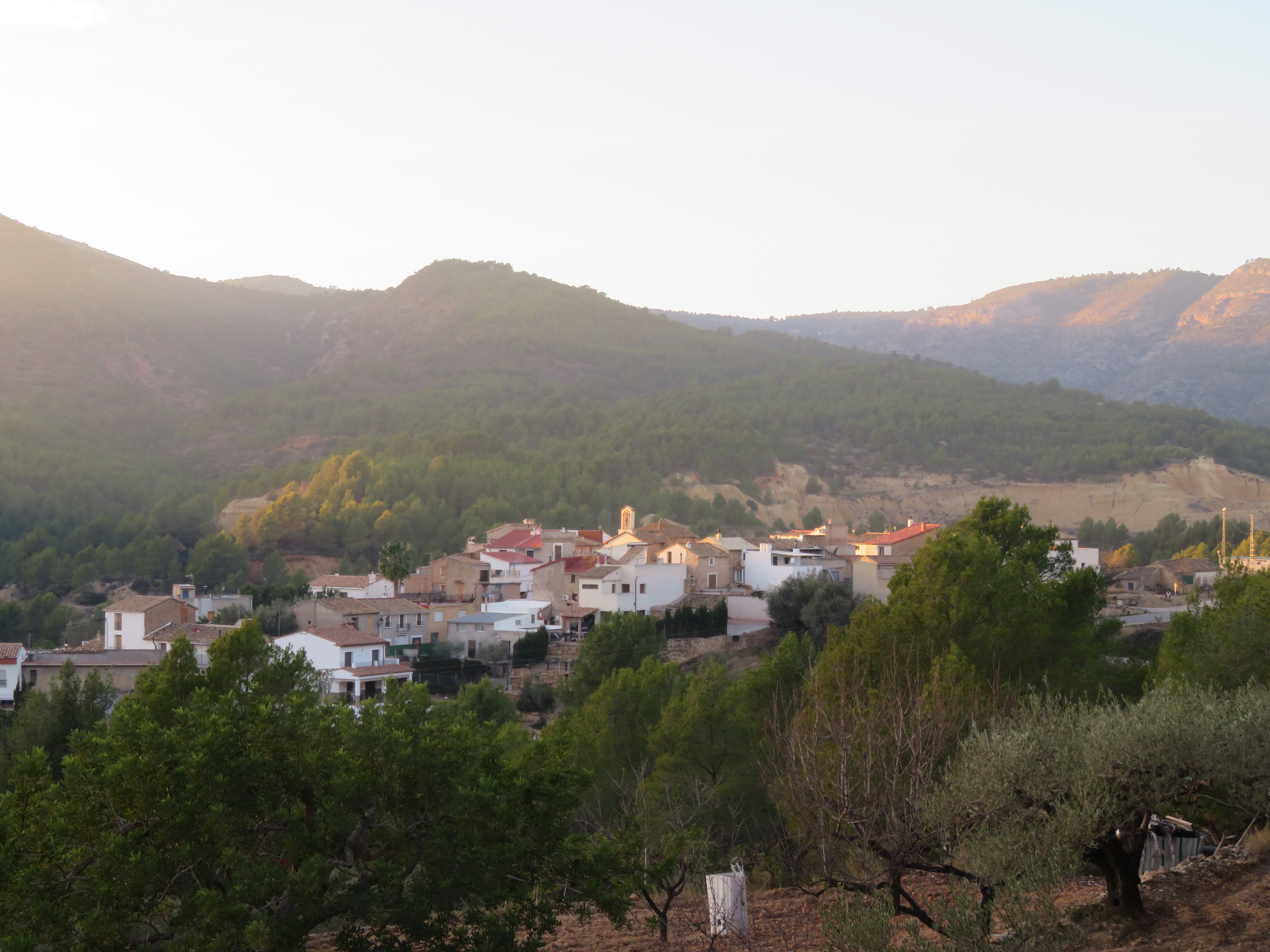
Panorámica de la pedanía de Araia-Araya (Alcora).

El término municipal de Alcora consta de los siguientes núcleos urbanos:
- Araya.
- La Foya.
- El Pantano.

### Localidades limítrofes
Lucena del Cid, Figueroles, Costur, San Juan de Moró, Castellón de la Plana, Onda, Borriol, Ribesalbes y Fanzara. Todos los municipios pertenecen a la provincia de Castellón.

## Historia
Hasta la fecha, los restos arqueológicos hallados en el término municipal demuestran que la presencia humana más antigua se remonta a la Edad de Bronce, pese a que se trata de restos poco significativos.
A partir de la cultura ibérica en Alcora se pueden encontrar numerosos yacimientos, destacando los poblados de Montmirà y el Tossal de les Foies. 
Por otro lado, en las zonas de Montmirà, La Pereta y, especialmente en Santa, se pueden observar vestigios de la influencia romana, evidenciados por los restos de un extenso asentamiento rural de la época imperial junto al Camí dels Bandejats. Este camino conectaba la región prelitoral con las tierras altas del interior y cuyo origen parece ser prerromano.
En Santa se han hallado lápidas sepulcrales con epígrafe latino, algunas de las cuales ya fueron mencionadas por el príncipe Francisco Pío de Saboya y Moura en el siglo XVIII. Además, en el año 2004 se descubrieron termas romanas esta misma ubicación.
De la misma manera, los vestigios de la presencia musulmana son notables, destacando aquí, por su singularidad e importancia, el castillo de Alcalatén, que da nombre a la comarca. El topónimo “Alcora” y el núcleo de población homónimo tienen su origen en la influencia musulmana, con elementos urbanísticos y arquitectónicos islámicos aún conservados en el centro histórico del municipio.
El 24 de julio de 1233, las fuerzas de Ximénez de Urrea conquistaron la fortaleza y los territorios del Alcatén. Posteriormente, el 31 de diciembre de 1305 se otorgó la Carta Puebla a Alcora, mediante la cual, D. Juan Ximénez de Urrea, quinto descendiente directo de Ximén de Urrea, promovió la colonización de la “puebla de Alcora de Alcalatén”, conforme a las leyes y costumbres de Aragón, con la condición de que 11 caballeros y miembros de la nobleza atrajeran a otros 110 pobladores más, y reservando tierras para aquellos moros que desearan permanecer en la villa. 
Desde la concesión de la Carta Puebla, la población alcorina ha aumentado en tamaño y número en detrimento de la villa del castillo de Alcalatén.
En 1306, Jaime II otorgó el privilegio de celebrar mercados los miércoles, en la "villa nostra de las Alcoras", una tradición que continúa hasta hoy.

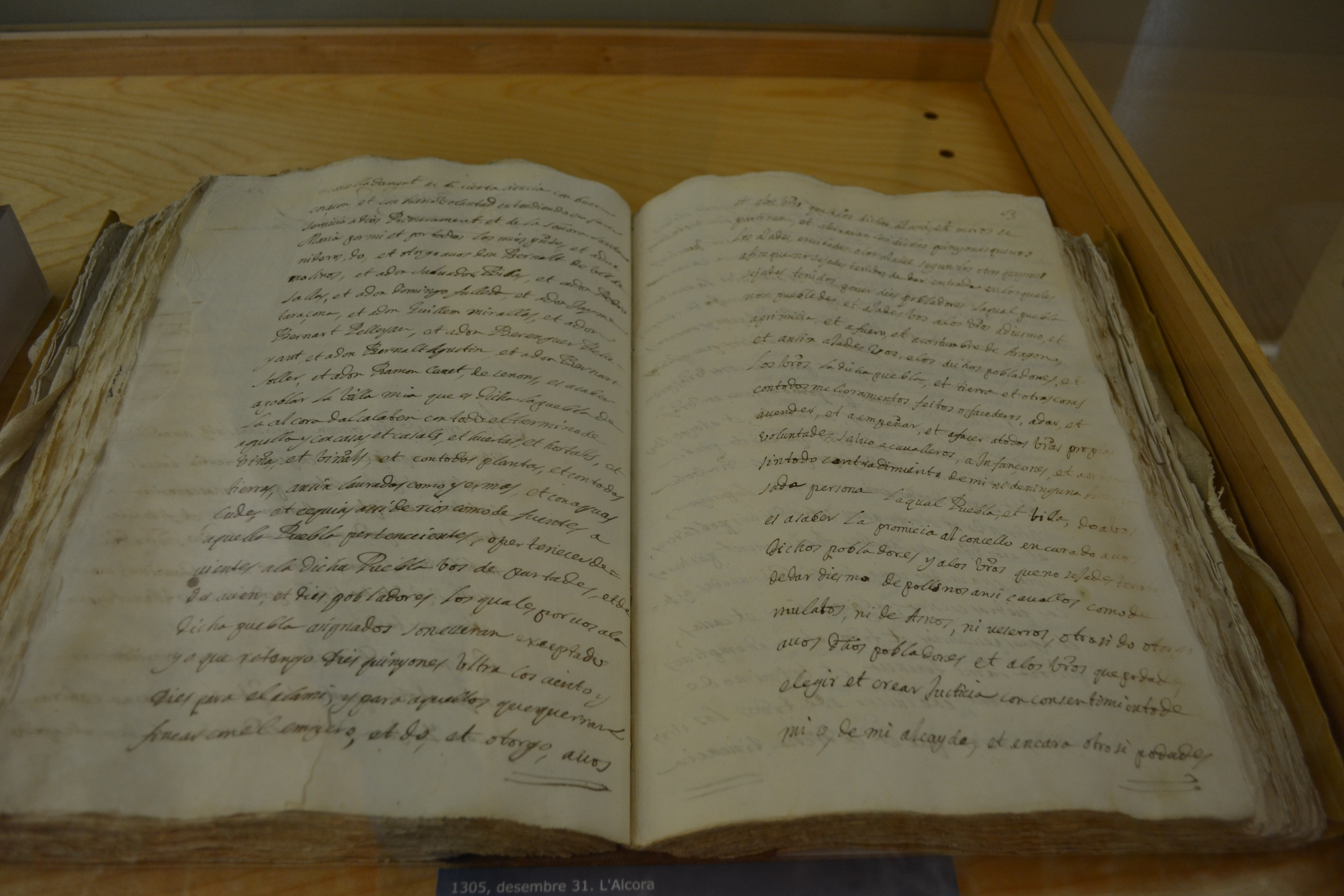
Carta puebla de 1305.

El 31 de diciembre de 1336, Juan Ximénez de Urrea otorga mandatos para apoyar y construir la iglesia de Alcora. Una fecha significativa para el municipio de Alcalatén se remonta al 1418. La Concordia pactada entre las localidades de Lucena y Alcora durante este periodo, estableció los acuerdos para la distribución de las tierras y la demolición de la fortaleza y el poblado adyacente.  
En 1725, Don Buenaventura Pedro de Alcántara, noveno conde de Aranda, hereda el castillo de Alcalatén. Mientras tanto, los alcorinos, además de su labor agrícola, se dedicaban al trabajo de la arcilla en las alfarerías. El conde de Aranda, reconocido por mantener un elevado interés en asuntos de sus dominios, dirigía su atención a los 24 hornos de cántaros y alfares de Alcora. Dada la alta calidad de la tierra, el conde aprovechó estas circunstancias para promover la renombrada industria cerámica de Alcora.
En 1788 el príncipe Pío de Saboya descubre seis inscripciones en piedras de origen romano. Posteriormente, en 1792, durante su expedición científica por España, el botánico Antonio José de Cavanilles llega a Alcora, encontrándola en pleno auge dada su floreciente actividad ceramista iniciada en el 1727.
Durante la Guerra de la Independencia, las tropas francesas saquearon la localidad y reprimieron los intentos de resistencia contra su invasión. Después del conflicto, en el 1818, el Duque de Híjar cedió sus derechos señoriales a la Corona.
El 21 de marzo de 1838, en el fortín de San Cristóbal, se produjo un enfrentamiento entre las tropas del general isabelino Borso di Carminati y las fuerzas carlistas por Ramón Cabrera. Durante el encuentro, Cabrera mantuvo la posición, forzando a que las tropas de di Carminati se retiraran.  
En 1874 y 1875, durante la tercera guerra carlista la región de Alcora fue testigo de diferentes enfrentamientos. Los principales combates que tuvieron lugar en San Cristóbal y los montes cercanos, transcurrieron los días 14 de junio de 1874 y 26 de mayo de 1875. En ambas ocasiones, los carlistas salieron perdedores, además de que se vieron obligados a retirarse hacia Lucena y Villahermosa. 
Alcora será liberada por los ejércitos de los generales Chacón y Montenegro por su respaldo a la causa carlista. En el 1876 perdió el estatus de capital del partido judicial, quedando en manos de Lucena,
Durante la Guerra Civil, en el municipio de Alcora se llevaron a cabo numerosas colectivizaciones. Al igual que en otros pueblos de la provincia, el movimiento anarcosindicalista tuvo un impacto significativo, impulsado desde los sindicatos CNT y UGT. Un aspecto significativo fue la implementación de bonos en lugar de dinero que permitían la adquisición de bienes de consumo en cantidades limitadas.
Hasta 1960, Alcora se caracteriza  fundamentalmente por su actividad agrícola, pero a partir de este año, se convierte en una localidad mayoritariamente industrial. El desarrollo industrial, enfocado en el "monocultivo del azulejo", tiene su origen en la Real Fábrica de Loza y Porcelana del Conde de Aranda, fundada en 1727. Desde sus inicios, esta industria tenía un producción limitada y a medida. Durante los primeros años del siglo XX la fábrica se emprenderá en la elaboración del azulejo como actividad puramente industrial. 
Posterior a la guerra civil se retoma paulatinamente el sector industrial, pero no será hasta los años 60 del pasado siglo cuando se inicie una verdadera eclosión industrial.

## Administración
La lista de alcaldes del municipio desde la Transición es la siguiente:
| Periodo   | Nombre                                                | Partido             |
| --------- | ----------------------------------------------------- | ------------------- |
| 1979-1983 | Eugenio Ponz Nomdedeu                                 | UCD                 |
| 1983-1987 | Vicente Sanz Juan                                     | PSPV-PSOE           |
| 1987-1991 | Vicente Sanz Juan                                     | PSPV-PSOE           |
| 1991-1995 | Vicente Sanz Juan                                     | PSPV-PSOE           |
| 1995-1999 | Francisco Javier Tomas Puchol                         | PP                  |
| 1999-2003 | Francisco Javier Tomas Puchol                         | PP                  |
| 2003-2007 | Manuel J. Peris Salvador                              | PSPV-PSOE           |
| 2007-2011 | Manuel J. Peris Salvador                              | PSPV-PSOE           |
| 2011-2015 | Mª Mercedes Mallol Gil                                | PP                  |
| 2015-2019 | Víctor García Tomàs (2015-2017) Samuel Falomir Sancho | Compromís PSPV-PSOE |
| 2019-2023 | Samuel Falomir Sancho                                 | PSPV-PSOE           |
| 2023-act. | Samuel Falomir Sancho                                 | PSPV-PSOE           |

## Demografía
Alcora cuenta con una población de 10 581 habitantes (INE 2024).
| Gráfica de evolución demográfica de Alcora entre 1842 y 2021 |
| |
| Población de derecho según los censos de población del INE Población de hecho según los censos de población del INEEn estos censos se denominaba Alcora: 1842, 1857, 1860, 1877, 1887, 1897, 1900, 1910, 1920, 1930, 1940, 1950, 1960, 1970, 1981 y 1991. Entre el censo de 1857 y el anterior, disminuye el término del municipio porque independiza a Costur. |

## Economía
Este municipio ha sido reconocido históricamente por la cerámica producida en la Real Fábrica de Loza Fina y porcelana. Fundada en 1727 por Buenaventura Pedro de Alcántara Jiménez de Urrea, en tierras de su dominio, tras visitar las fábricas de cerámica de Marsella, Nevers y Moustiers. Tras la desaparición de la casa de Aranda en 1798, la fábrica experimentó un periodo de declive.
En la actualidad, la industria azulejera de Alcora compite con la de otras localidades de la provincia valenciana.
Por su parte, la agricultura de secano ha perdido relevancia, a pesar de que entre sus actividades principales destacan el cultivo del almendro y el olivar.

## Monumentos

### Monumentos religiosos

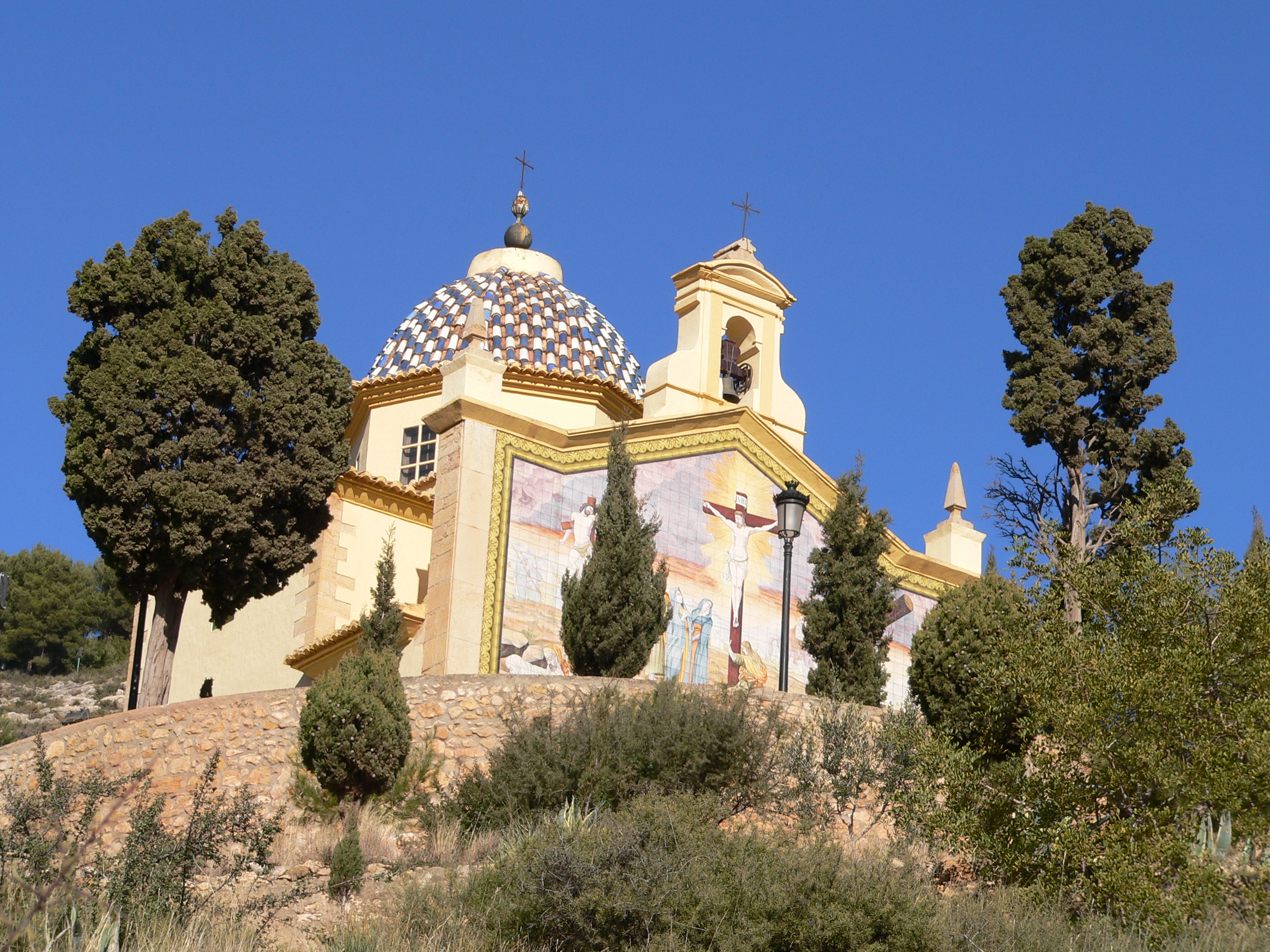
Ermita del Calvario

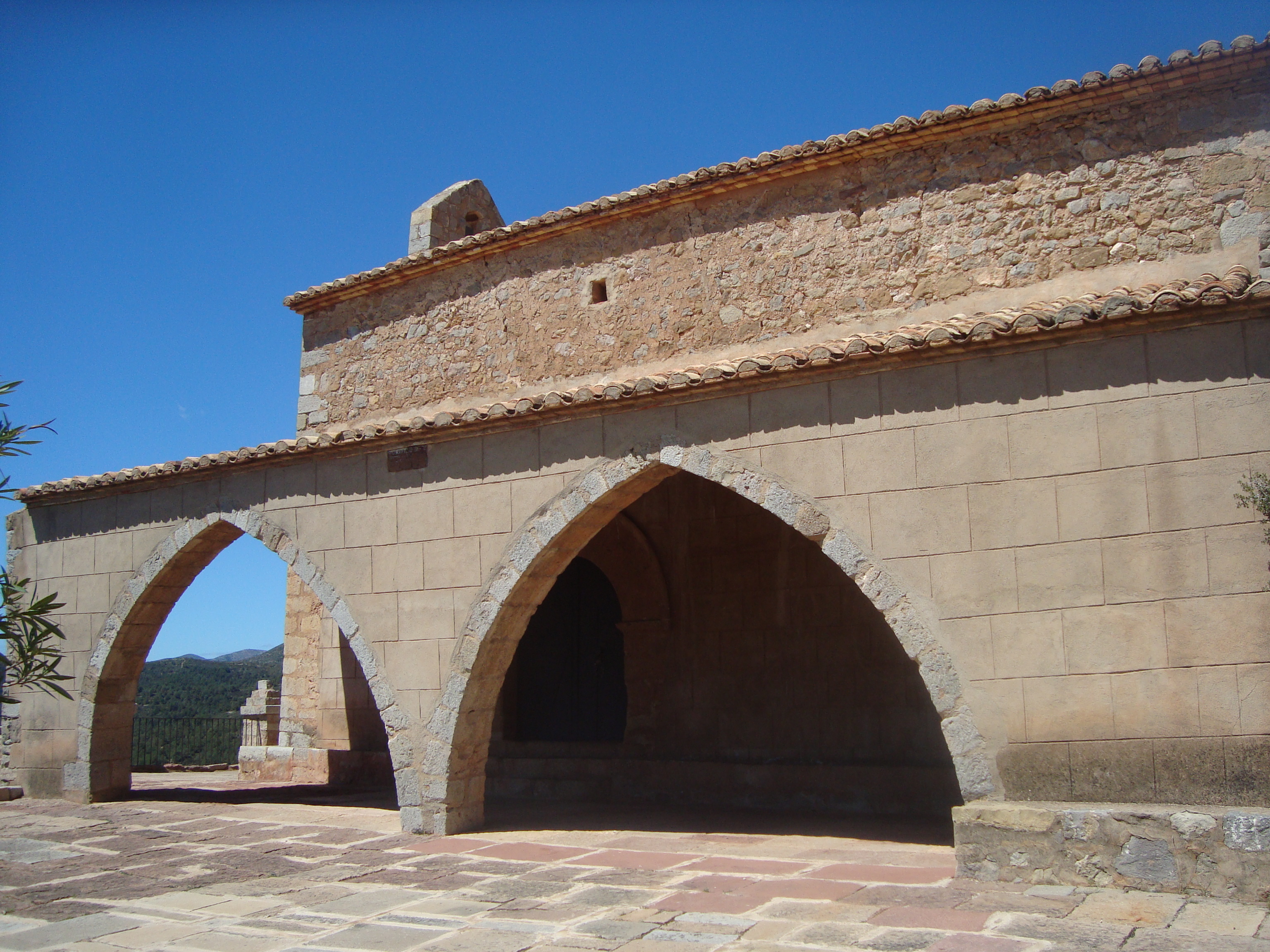
Ermita de El Salvador (Alcora)

- Ermita de San Vicente. Construida en el año 1598 y considerada un monumento de Bien de Relevancia Local. Su estructura se conforma por una planta rectangular que alberga una nave y un crucero. La cubierta está formada por una bóveda de cañón, complementada con una cúpula sostenida por pechinas, tambor y linterna. Los azulejos que conforman el presbiterio pertenecen a la Fábrica del Conde Aranda y, los elementos decorativos interiores como son las yeserías, esgrafiados o adornos son del siglo XVIII.[10]Ermita de San Vicente (Alcora).

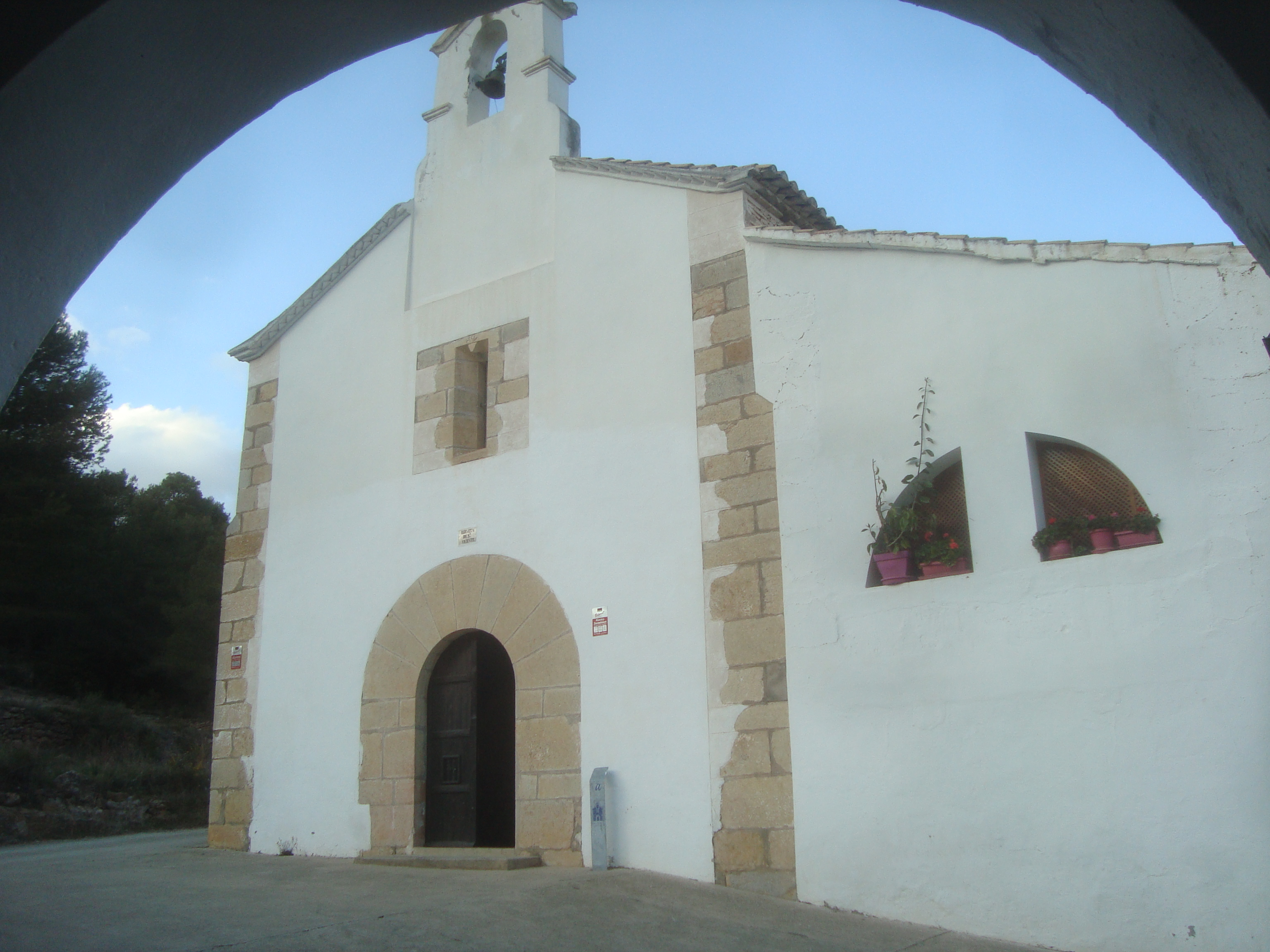
Ermita de San Vicente (Alcora).

- Ermita de San Cristóbal. Situada en el coronado del monte Alcora, esta edificación fue construida en el siglo XVII. Es una torre cuadrada ubicada en el lado de la epístola, cerca de los pies de la estructura. Su entrada pertenece al estilo adintelado y se encuentra coronada por un frontón decorativo. Cuenta con la iluminación natural que proporciona el óculo de la fachada, ofreciéndole a la estructura una perspectiva llamativa.[10]
- Ermita del Calvario. Edificación religiosa, catalogada como Bien de Relevancia Local, data aproximadamente del siglo XVI o XVII. La ermita experimentó una remodelación en 1774, presentando una estructura compuesta por una plataforma abalconada, un crucero con brazos cortos en su exterior, un ábside de forma redondeada y la sacristía cuadrangular. En su interior, está presente una decoración de estilo rococó, con adornos de rocallas y lienzos del siglo XVIII.[10]
- Iglesia de Nuestra Señora de la Asunción. Monumento reconocido como Bien de Relevancia Local, a barca una construcción que se extiende desde los siglos XV hasta el XIX, reflejando influencias de los estilos gótico-renacentista y barroco. Presenta dos fachadas en el lado de la epístola, cada una con portada propia que evoca la forma de un retablo. Su interior exhibe una bóveda de crucería estrellada.[10]
- Ermita fortificada del Salvador, también conocida como ermitorio de San Salvador, es un santuario fortificado o templo de reconquista catalogado como Bien de Interés Cultural. Este edificio, propio del estilo románico tardío, está construido sobre mampostería y piedras angulares.[10]
- Iglesia de San Francisco. Monumento erigido en el siglo XVII y reconocido como Bien de Relevancia Local. Está compuesto por una sola nave con dos altares laterales y un coro en el extremo delantero. Su interior contiene yeserías del 1648 y pinturas datas del 1734.[10]

### Monumentos civiles

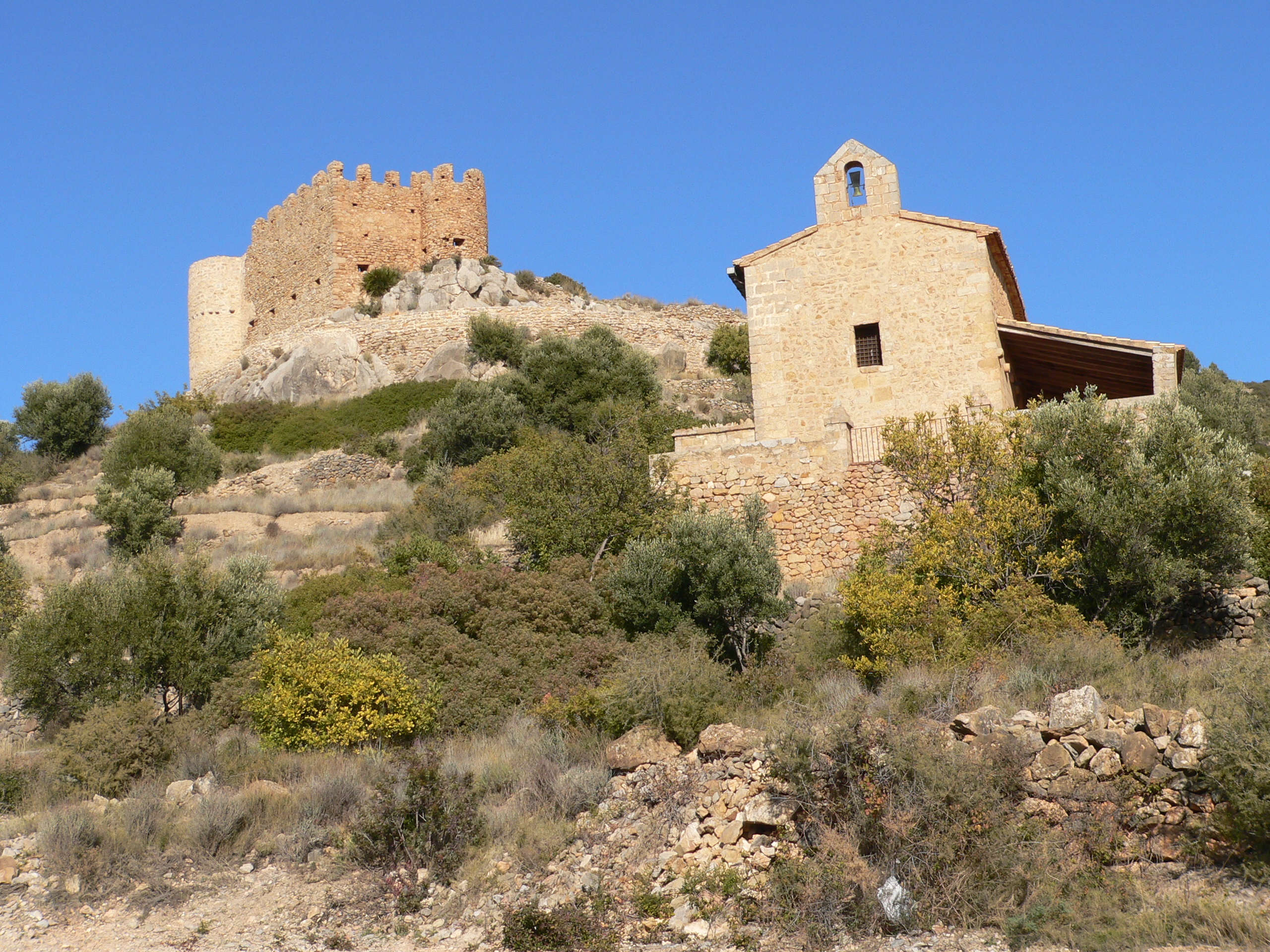
Castillo de Alcalatén con ermita fortificada del Salvador

- Poblado Ibérico de Montmirá. Es un cerro con forma de quilla invertida, rodeado por las laderas escarpadas y ubicado cerca de un antiguo curso de agua de relativa importancia histórica.   El yacimiento, que abarca la cima completa del montículo, fue conocido poco tiempo después de la Guerra Civil. Hasta la fecha, se han hallado numerosos restos arqueológicos, e incluso, en el 1990 se proyecto arqueológico que ha facilitado la excavación de 210m².[11]
- Castillo de Alcalatén. Edificación considerada interés cultural además de, Patrimonio Histórico de España. Se encuentra en el monte de San Salvador, y es una fortaleza islámica con reformas arquitectónicas medievales, construida entre los siglos X y XIII. Cuenta con una planta triangular dispersa y una superficie de 150 m². Su recinto principal está rodeado por un camino de ronda, un aljibe y áreas habitadas y deshabitadas.
- Las termas romanas de Santa. Forman parte de un asentamiento que data de los siglos I a IV abarcado una superficie de 15.000 m². De entre los espacios que se distinguen, se encuentran el frigidarium, hipocausto, caldarium, alveus, praefurnium, prognigeum, aljibe, letrinas, habiación, así como áreas destinadas a servicios y mantenimiento.[12]

## Eventos culturales destacados
Semana Santa
La Semana Santa Alcorina data del siglo XVI, siendo entonces cura párroco el Venerable D. Juan Bautista Bertrán, quien fundó la Cofradía del Dulce Nombre y Purísima Sangre de Jesús. En 1981 Don José Luis Esteban López, fundó la sección interna de tambores y bombos, Tradición del Bajo Aragón, dentro de la Hermandad del Santísimo Cristo del Calvario de la Villa de Alcora creada por un grupo de jóvenes alcorinos en 1975, dando un vuelco significativo a la Semana Santa en la Provincia de Castellón, ya que esta tradición tamborilera se expandió desde Alcora por toda la provincia, generando una gran cantidad de grupos de tambores en localidades como Almazora, Betxí, Moncofa, Castelló, Benicarló, etc. Además, Alcora también cuenta con la Cofradía de Jesús Nazareno fundada en 1980, que viste la túnica de los antiguos caballeros del Santo Sepulcro de 1947 (Túnica morada igual que el capirote y esclavina blanca). Cuenta con sección de tambores desde 1980 siendo la primera cofradía en incorporar el sonido del tambor a las cofradías de Semana Santa y la Cofradía de la Virgen de los Dolores fundada en 1982 totalmente femenina y que sustituye a las antiguas Mayoralas en su atención a la Virgen.
San Antonio Abad
Se celebra el sábado más cercano al día 17 de enero. Las Hogueras de San Antonio (Fogueres de Sant Antoni en valenciano), tienen una gran tradición y particularidades en el municipio, pues cada barrio tiene la suya propia, y son visitadas por la comitiva oficial tras la bendición de los animales. 
En su conjunto representa a aquellas reatas de mulos que en el siglo XVIII, se aventuraban por los caminos de España para vender la exquisita cerámica que nacía de los hornos de la Real Fábrica del Conde de Aranda. Compuesta por un número indeterminado de acémilas, entre seis y nueve, destacaba el Guía, personaje que encabezaba la comitiva y jefe de la expedición, auxiliado por dos o tres ayudantes que generalmente eran miembros de la misma familia. En la celebración de San Antonio, el pueblo se llena de hogueras que una larga procesión de equinos, precedidos por la Recua Arriera, recorre. Al finalizar se reparten las tortas típicas de anís (prims) a cada participante con un animal.

### "Rompida" de la Hora
Declarada Patrimonio Cultural Inmaterial de la Humanidad por la UNESCO, Fiesta de Interés Turístico Autonómico y Bien de Interés Cultural, se celebra el Viernes Santo a las 12 del mediodía con un desfile que comienza en la plaza España y termina en la plaza de la Iglesia. 
La Hermandad del Santísimo Cristo del Calvario de l'Alcora, fundadora de este evento, es la encargada de su organización. Se invita a todas las cofradías, provinciales y nacionales, y se celebra un almuerzo entre los pueblos participantes.
Cada año, una figura destacada del ámbito político, social, cultural o deportivo es invitada a iniciar la "Rompida". Llegado el momento, más de 1.000 personas de toda la provincia se reúnen para expresar sus sentimientos por la muerte de Jesús mediante el estruendoso sonido de bombos y tambores, ocasionando así que las calles del casco antiguo de l’Alcora retumben con fuerza.

### Día del Rotllo
Como tradición arraigada en l'Alcora, es una celebración emblemática que conmemora el milagro del patrón de la villa, San Cristóbal (Sant Cristòfol, en valenciano). Cada Lunes de Pascua, el municipio se llena de alegría para recibir a los niños del pueblo y de las localidades vecinas, quienes participan en la “Romería de Infantes”, considerada la única romería de España en la que los protagonistas son los niños, y el posterior reparto de los rollos. Esta festividad, declarada de Interés Turístico Provincial en 2009, atrae a miles de personas de toda la región, convirtiéndose en un evento destacado en el calendario local.
Según la tradición popular, el inicio de esta romería data del siglo XVIII, cuando, durante una devastadora sequía en Alcora, los ruegos y oraciones no lograban cambiar la situación. Ante tal situación, el Consejo municipal decidió enviar a niños menores de siete años a la ermita más alta, San Cristóbal, para que desde allí, más cerca del cielo, elevaran sus súplicas. Después de unos días, una lluvia torrencial salvó los cultivos. En agradecimiento, una vecina donó sacos de harina, con los cuales se elaboraron rollos con semillas, distribuidos entre todos los niños del pueblo.
Día de la Dobla
El Martes de Pascua se celebra el día de la Dobla, una festividad vinculada a a la Romería del Rollo desde sus comienzos. Según la leyenda, un Lunes de Pascua, los niños emprendieron una peregrinación para pedir lluvia tras años de sequía. En agradecimiento por la lluvia concedida, al día siguiente volvieron a salir en romería hacia la ermita de San Cristóbal. Como los alcorinos duplican la fiesta, este día recibe el nombre de Día de la Dobla.
Actualmente se conserva la tradición de ascender hasta San Cristóbal y pasar el día en los bosques circundantes, donde se preparan juegos para los más pequeños, como el ancestral juego de romper cántaros.
Es costumbre que los rollos sobrantes de la festividad del día anterior se corten en cuartos y se repartan entre los participantes, de ahí que este día también reciba la denominación de Día del Tros.
Romería y Mocadorà de Sant Vicent
La romería de San Vicente se celebra el segundo lunes de Pascua en la ermita de Sant Vicent y sus alrededores. Esta festividad típica de Alcora marca el fin del ciclo de celebraciones de principios de primavera.
Por la mañana, la procesión oficial, encabezada por la dulzaina y el tambor, sale desde la iglesia. Llegados a la ermita de San Vicente, se celebra una misa, para a continuación continuar con un almuerzo al aire libre en el que no pueden faltar platos típicos (la tortilla de habas o de ajos tiernos y la pana de San Vicente, una torta cubierta con huevo duro, carne magra, piñones y salchichón). A las 13:00 h., la romería regresa a Alcora.
Actualmente se ha recuperado la tradición de La Mocadorà, que consiste en un regalo que el novio entrega a su amada. Este un pañuelo atado y lleno de mazapanes.
Peregrinación de las Ermitas
La Ruta de las Ermitas se celebra el sábado después del Domingo de Pascua, siguiendo el trazado de la ruta PR-120.
Este itinerario atraviesa antiguos senderos que conectan amplias zonas del término municipal de l'Alcora. Constituye una excelente oportunidad para explorar los diversos paisajes que abarcan los 95 km² del municipio.
Los muñecos de Sant Cristòfol
La festividad se celebra en torno a la conmemoración del patrón de la Alcora, San Cristóbal (10 de julio).
A principios del siglo XX, el pueblo, mayormente agrícola, había recolectado y trillado los campos, finalizando el ciclo anual agrícola. Se acercaban las vísperas de la Festividad de San Cristóbal y los vecinos colgaban sus muñecos.
Se trata de una celebración arraigada en lo rural, económica y muy participativa y popular. El programa de eventos se completaba con meriendas terrazas callejeras, bailes típicos y partidas de naipes.
Durante los últimos días de junio, los niños, quienes solo tenían medio día de clases, corrían hacia los campos de trilla donde el trillo los esperaba. Allí, los niños se montaban en la mesa de trilla, que giraba como un carrusel y su peso ayudaba a que las piedras de sílex incrustadas en la mesa fueran más efectivas en la selección. Con ropas viejas, paja, serrín y una cuerda, elaboraban los muñecos.
Por tanto, un día completo de esta festividad necesitaba del paso por el río al mediodía, la procesión por la tarde y, finalmente, la quema de muñecos bajo la noche iluminada.
Fiestas del Cristo
Fiestas mayores que se celebran en la segunda quincena de agosto, en honor al milagro de la aparición del Santísimo Cristo del Calvario de Alcora.
Al-qüra, Jornadas Medievales (1233)
El segundo fin de semana de noviembre marca el inicio de las jornadas anuales "Al-qüra Medieval siglo XIII". Durante todo un fin de semana, la Alcora retrocede en el tiempo para conmemorar su pasado medieval en el Alcalatén.
En el casco antiguo de la localidad, los visitantes podrán encontrar un mercado artesanal, teatro callejero, gastronomía y una participación ciudadana lista para recrear la convivencia de las diversas culturas durante la rendición musulmana frente al avance cristiano en la conquista del Reino de Valencia.
El Albà
Se celebra la noche de Navidad, tras la Misa del Gallo, y es el elemento definitorio del folclore alcorino, siendo la celebración popular más importante del ciclo festivo de invierno. Su interpretación, es una costumbre muy antigua, documentada a partir del siglo XVII. Constituye una preciosa manifestación popular con un ritmo musical muy peculiar. Es una síntesis musical compleja, mezcla de jota aragonesa y "albà" valenciana. Se interpreta en Nochebuena, para enaltecer la maternidad de María Santísima, solemnizando el nacimiento del Niño Jesús en el interior de la iglesia parroquial de la Asunción y frente al público presente. La composición instrumental está formada por cuerda de rondalla (Guitarras, guitarrones, bandurrias, cítaras, contrabajo y violines). En percusión destacar la pandereta, las castañuelas y el triángulo. Actúan también dos clarinetes, alto y bajo. El intérprete es un solista o "Cantador" que se renueva cada año, al que acompaña un numeroso coro, por lo general de cantadores veteranos.
Fiestas de la Vera Cruz de La Foia
El comienzo de la festividad es el día 3 de mayo y se extiende a los días posteriores, con un programa rico en actividades para todos los públicos. La Procesión de la Vera Creu, el Baile de Gala y otros actos tradicionales atraen a muchos participantes, mientras que la hospitalidad de los habitantes locales contribuye a que los turistas se sientan como en casa entre las calles de la Foia.

## Gastronomía
Los platos más frecuentes en la gastronomía alcorina son:
- Patatas a la Alcorina. Plato característico del municipio de Alcora tradicionalmente servido en una cazuela de barro. Elaborado con ingredientes como patatas, huevos, panceta, ajo, almendras, pan, aceite de oliva y perejil, se disfruta de este en cualquier época del año, a pesar de que su consumo se intensifica durante las festividades locales.[25]

- Ajoarriero. También conocido como "Ajo de Santa Lucía", este plato se consume durante la festividad mencionada. Se consume, a menudo, como tapa en pequeñas fuentes. Consiste en la combinación de bacalao desmigado, ajo, tomate, pimientos y aceite de oliva, cocinado a fuego lento.[26]

- Coca "Fullà". Sencilla preparación repostera propia de los municipios de Alcora y Borriol, es una torta que se elabora con agua, aceite, sal, harina, judías verdes, azúcar, limón y canela.[27]
- Caracoles en salsa. Plato preparado durante las Festividad de Cristo y emblema gastronómico propio de Alcora, tanto así que la mayoría de los establecimientos, tanto restaurantes como bares, lo incluyen en sus ofertas de manera similar. Generalmente, se sirven en salsa, con la adición de hierbas aromáticas locales, jamón, chorizo, tomate e incluso ingrediente "secreto" que refleja el toque personal de los cocineros. [28]
- Olleta de dejuni. Se trata de un plato de tradicional elaboración en el período de abstinencia característico de la Semana Santa en el municipio. Entre sus ingredientes, destacan las habichuelas, las espinacas, el agua y el aceite de oliva.[29]